# Praktická elektronika – Amatérské rádio
Praktická elektronika – Amatérské rádio je časopis pro radioamatéry založený v roce 1952.
Časopis slouží nejen radioamatérům, kteří svými vysílačkami navazují kontakty s radioamatéry po celé planetě, ale také těm, kteří mají zájem o elektrotechniku obecně. Zveřejňuje informace o nových součástkách a přístrojích a také články, jak si čtenář sám může různé přístroje sestavit. K tomu slouží motivy plošných spojů, seznam potřebných součástek a návod na oživení. Věnuje se i mládeži, která má v časopise svou stránku.
Existuje takzvaná červená řada A pro radioamatéry (12 čísel ročně) a modrá řada B pro konstruktéry (6 čísel ročně). Vycházejí i přílohy pod názvem Electus.
V roce 1995 se redakce rozešla s vydavatelem a založila časopis Praktická elektronika – A radio, zatímco vydavatel si našel novou redakci a pokračoval pod starým názvem. Od roku 1996 vycházely oba časopisy souběžně, Praktická elektronika přidala i třetí, žlutou řadu, Stavebnice a konstrukce.
V roce 2011 se opět spojily pod názvem Praktická elektronika – Amatérské rádio.
Jednou ročně vychází celý ročník na kompaktním disku. Protože se už dlouho sází počítačem čili články se rodí přímo v digitální podobě, není problém takový kompakt vytvořit. Některé starší ročníky vysázené klasickou tiskařskou technikou, byly naskenovány a vyšly také na kompaktním disku.